# Komplext vektorrum
Ett komplext vektorrum har många likheter med det "vanliga" reella vektorrummet. Den största skillnaden är att skalärerna är komplexa tal. Vanliga beteckningar för reella vektorrum är {\displaystyle \mathbb {R} ^{n}} medan komplexa vektorrum ofta betecknas med {\displaystyle \mathbb {C} ^{n}}. Fortfarande bygger det komplexa vektorrummet på linjära strukturer med addition och multiplikation likt det reella fast med några få skillnader. 
{\displaystyle {\boldsymbol {u}},{\boldsymbol {v}}\in \mathbb {C} ^{n}\Rightarrow {\boldsymbol {u}}+{\boldsymbol {v}}\in \mathbb {C} ^{n}}
samt att
{\displaystyle k\in \mathbb {C} ,{\boldsymbol {u}}\in \mathbb {C} ^{n}\Rightarrow k{\boldsymbol {u}}\in \mathbb {C} ^{n}}.
Som vi ser tillåts konstanten {\displaystyle k} vara ett komplext tal.

## Definition
Med hjälp av addition och multiplikation definieras ett komplext vektorrum {\displaystyle ,V\subseteq \mathbb {C} ^{n},} av följande:
1. {\displaystyle \forall {\boldsymbol {u}},{\boldsymbol {v}}\in V,} gäller att {\displaystyle {\boldsymbol {u}}+{\boldsymbol {v}}\in V.}
2. {\displaystyle \forall {\boldsymbol {u}},{\boldsymbol {v}},{\boldsymbol {w}}\in V,} gäller att {\displaystyle {\boldsymbol {u}}+({\boldsymbol {v}}+{\boldsymbol {w}})=({\boldsymbol {u}}+{\boldsymbol {v}})+{\boldsymbol {w}}.}
3. {\displaystyle \exists {\boldsymbol {0}}\in V} sådant att {\displaystyle \forall {\boldsymbol {u}}\in V,} gäller att {\displaystyle {\boldsymbol {u}}+{\boldsymbol {0}}={\boldsymbol {0}}+{\boldsymbol {u}}={\boldsymbol {u}}.}
4. {\displaystyle \forall {\boldsymbol {u}}\in V,\exists -{\boldsymbol {u}}\in V,} sådant att {\displaystyle {\boldsymbol {u}}+(-{\boldsymbol {u}})={\boldsymbol {0}}.}
5. {\displaystyle \forall {\boldsymbol {u}},{\boldsymbol {v}}\in V,} gäller att {\displaystyle {\boldsymbol {u}}+{\boldsymbol {v}}={\boldsymbol {v}}+{\boldsymbol {u}}.}
6. {\displaystyle \forall \alpha \in \mathbb {C} } och {\displaystyle {\boldsymbol {u}}\in V,} gäller att {\displaystyle \alpha {\boldsymbol {u}}\in V.}
7. {\displaystyle \forall \alpha \in \mathbb {C} } och {\displaystyle {\boldsymbol {u}},{\boldsymbol {v}}\in V,} gäller att {\displaystyle \alpha ({\boldsymbol {u}}+{\boldsymbol {v}})=\alpha {\boldsymbol {u}}+\alpha {\boldsymbol {v}}.}
8. {\displaystyle \forall \alpha ,\beta \in \mathbb {C} } och {\displaystyle {\boldsymbol {u}}\in V,} gäller att {\displaystyle (\alpha +\beta ){\boldsymbol {u}}=\alpha {\boldsymbol {u}}+\beta {\boldsymbol {u}}.}
9. {\displaystyle \forall \alpha ,\beta \in \mathbb {C} } och {\displaystyle {\boldsymbol {u}}\in V,} gäller att {\displaystyle (\alpha \beta ){\boldsymbol {u}}=\alpha (\beta {\boldsymbol {u}}).}
10. {\displaystyle \forall {\boldsymbol {u}}\in V,} gäller att {\displaystyle 1{\boldsymbol {u}}={\boldsymbol {u}}.}

Komplexa underrum definieras på samma sätt som reella underum.

## Skalärprodukt
Definitionen av skalärprodukt i ett komplext vektorrum är likt den för reella vektorrum.
Om
{\displaystyle \forall {\boldsymbol {u}},{\boldsymbol {v}}\in \mathbb {C} ^{n}}
så är 
{\displaystyle {\boldsymbol {u}}\cdot {\boldsymbol {v}}=u_{1}{\overline {v}}_{1}+u_{2}{\overline {v}}_{2}+...+u_{n}{\overline {v}}_{n},}
där 
{\displaystyle {\overline {v}}_{1},...,{\overline {v}}_{n}}
är komplexkonjugatet till 
{\displaystyle v_{1},...,v_{n}}
Notera att om {\displaystyle {\boldsymbol {u}}} och {\displaystyle {\boldsymbol {v}}} skulle tillhöra {\displaystyle \mathbb {R} ^{n}} är definitionen av skalärprodukt den samma som för reella vektorrum, ty komplexkonjugatet förändras inte om imaginärdelen av det komplexa talet är noll.

### Egenskaper för skalärprodukt
Låt {\displaystyle {\boldsymbol {u}},{\boldsymbol {v}}} och {\displaystyle {\boldsymbol {w}}} vara vektorer i {\displaystyle \mathbb {C} ^{n}} och {\displaystyle \alpha } vara ett komplext tal. Då gäller följande egenskaper för skalärprodukt:
1. {\displaystyle {\boldsymbol {u}}\cdot {\boldsymbol {v}}={\overline {{\boldsymbol {v}}\cdot {\boldsymbol {u}}}}}
2. {\displaystyle ({\boldsymbol {u}}+{\boldsymbol {v}})\cdot {\boldsymbol {w}}={\boldsymbol {u}}\cdot {\boldsymbol {v}}+{\boldsymbol {u}}\cdot {\boldsymbol {w}}}
3. {\displaystyle (\alpha {\boldsymbol {u}})\cdot {\boldsymbol {v}}=\alpha ({\boldsymbol {u}}\cdot {\boldsymbol {v}})}
4. {\displaystyle {\boldsymbol {u}}\cdot (\alpha {\boldsymbol {v}})={\overline {\alpha }}({\boldsymbol {u}}\cdot {\boldsymbol {v}})}
5. {\displaystyle {\boldsymbol {u}}\cdot {\boldsymbol {u}}\geq 0}
6. {\displaystyle {\boldsymbol {u}}\cdot {\boldsymbol {u}}=0\Leftrightarrow {\boldsymbol {u}}={\boldsymbol {0}}}

Definitionen och egenskaperna ovan är den vanligaste definition för skalärprodukt i ett komplext vektorrum. Men den kan bli mer generell genom några få symboländringar och kallas då komplex inre produkt. Ett komplext vektorrum med en komplex inre produkt kallas komplext inre produktrum eller unitärt rum.

### Vektorlängd
Definitionen av längden (eller normen) av en vektor i ett komplext rum är samma som för ett reellt rum.
{\displaystyle ||{\boldsymbol {u}}||={\sqrt {{\boldsymbol {u}}\cdot {\boldsymbol {u}}}}={\sqrt {u_{1}{\overline {u_{1}}}+u_{2}{\overline {u_{2}}}+...+u_{n}{\overline {u_{n}}}}}}
Notera att {\displaystyle u_{n}{\overline {u_{n}}}} kan med hjälp av konjugatregeln skrivas som 
{\displaystyle u_{n}{\overline {u_{n}}}=(a_{n}+b_{n}i)(a_{n}-b_{n}i)=a_{n}^{2}-b_{n}^{2}i^{2}=a_{n}^{2}+b_{n}^{2}\geq 0.}
Därmed har vi visat egenskap nummer 5 ovan.

## Matriser
Avbildningar i komplexa vektorrum kan likt avbildningar i reella vektorrum beskrivas av matriser, till exempel som
{\displaystyle A={\begin{pmatrix}a_{11}+b_{11}i&\cdots &a_{n1}+b_{n1}i\\\vdots &\ddots &\vdots \\a_{m1}+b_{m1}i&\cdots &a_{mn}+b_{mn}i\end{pmatrix}}}
I reella vektorrum är ortogonala och symmetriska matriser väsentliga. I komplexa vektorrum finns motsvarande matriser. Dessa kallas unitära respektive hermiteska matriser.

### Unitär matris
En komplex matris {\displaystyle \,A,} kallas unitär om
{\displaystyle AA^{*}=I} där {\displaystyle A^{*}={\bar {A}}^{T}}
det vill säga, A är lika med sitt komplexkonjugerade transponat.
Om {\displaystyle A,\,B} är komplexa matriser och {\displaystyle \alpha } är ett komplext tal gäller
1. {\displaystyle (A^{*})^{*}=A}
2. {\displaystyle (A+B)^{*}=A^{*}+b^{*}}
3. {\displaystyle (\alpha A)^{*}={\bar {\alpha }}A^{*}}
4. {\displaystyle (AB)^{*}=B^{*}A^{*}}

Vidare gäller att
en n {\displaystyle \times } n matris A är unitär {\displaystyle \Leftrightarrow } A:s radvektorer (eller kolonnvektorer) är en ortogonal bas i {\displaystyle \mathbb {C} ^{n}}.

### Hermitesk matris
En komplex kvadratisk matris {\displaystyle \,A,} kallas hermitesk om
{\displaystyle A=A^{*}}
Sats 1
Om {\displaystyle A} är en hermitek matris, så är dess egenvärden reella. 
Bevis
Om {\displaystyle \lambda } är ett egenvärde till {\displaystyle A} med tillhörande egenvektor {\displaystyle {\boldsymbol {v}}={\begin{pmatrix}a_{1}+b_{1}i\\a_{2}+b_{2}i\\\vdots \\a_{n}+b_{n}i\end{pmatrix}}}. 
Om ekvationen {\displaystyle A{\boldsymbol {v}}=\lambda {\boldsymbol {v}}} multipliceras med {\displaystyle {\boldsymbol {v}}^{*}} så fås
{\displaystyle {\boldsymbol {v}}^{*}A{\boldsymbol {v}}={\boldsymbol {v}}^{*}\lambda {\boldsymbol {v}}=\lambda ({\boldsymbol {v}}^{*}{\boldsymbol {v}})=\lambda \left({\begin{pmatrix}a_{1}-b_{1}i&a_{2}-b_{2}i&...&a_{n}-b_{n}i\end{pmatrix}}{\begin{pmatrix}a_{1}+b_{1}i\\a_{2}+b_{2}i\\\vdots \\a_{n}+b_{n}i\end{pmatrix}}\right)=}
{\displaystyle =\lambda (a_{1}^{2}+b_{1}^{2}+a_{2}^{2}+b_{2}^{2}+...+a_{n}^{2}+b_{n}^{2})}
Vidare framgår att
{\displaystyle ({\boldsymbol {v}}^{*}A{\boldsymbol {v}})^{*}={\boldsymbol {v}}^{*}A^{*}({\boldsymbol {v}}^{*})^{*}={\boldsymbol {v}}^{*}A{\boldsymbol {v}}.}
Av likheten
{\displaystyle {\boldsymbol {v}}^{*}A{\boldsymbol {v}}=\lambda (a_{1}^{2}+b_{1}^{2}+a_{2}^{2}+b_{2}^{2}+...+a_{n}^{2}+b_{n}^{2})}
och att {\displaystyle {\boldsymbol {v}}^{*}A{\boldsymbol {v}}} är en hermitesk {\displaystyle 1\times 1} matris följer att {\displaystyle \lambda } måste vara reell.
VSB.
Det finns en liknande sats för reella vektorrum, men i det fallet måste matrisen vara symmetrisk istället för hermitesk. 
Sats 2
Om {\displaystyle A} är en {\displaystyle n\times n} hermitesk matris så är
1. egenvektorerna för motsvarande egenvärden ortogonala.
2. {\displaystyle A} är unitärt diagonaliserbar.

Bevis  (1)
Låt {\displaystyle {\boldsymbol {v}}_{1}} och {\displaystyle {\boldsymbol {v}}_{2}} vara egenvektorer till motsvarande egenvärden, {\displaystyle \lambda _{1}} och {\displaystyle \lambda _{2}}. 
Eftersom {\displaystyle A{\boldsymbol {v}}_{1}=\lambda {\boldsymbol {v}}_{1}} och {\displaystyle A{\boldsymbol {v}}_{2}=\lambda {\boldsymbol {v}}_{2}} får vi följande ekvationer från matrisprodukten {\displaystyle (A{\boldsymbol {v}}_{1})^{*}{\boldsymbol {v}}_{2}}
{\displaystyle (A{\boldsymbol {v}}_{1})^{*}{\boldsymbol {v}}_{2}={\boldsymbol {v}}_{1}^{*}A^{*}{\boldsymbol {v}}_{2}={\boldsymbol {v}}_{1}^{*}A{\boldsymbol {v}}_{2}={\boldsymbol {v}}_{1}^{*}\lambda _{2}{\boldsymbol {v}}_{2}=\lambda _{2}{\boldsymbol {v}}_{1}^{*}{\boldsymbol {v}}_{2}}
{\displaystyle (A{\boldsymbol {v}}_{1})^{*}{\boldsymbol {v}}_{2}=(\lambda _{1}{\boldsymbol {v}}_{1})^{*}{\boldsymbol {v}}_{2}={\boldsymbol {v}}_{1}^{*}\lambda _{1}{\boldsymbol {v}}_{2}=\lambda _{1}{\boldsymbol {v}}_{1}^{*}{\boldsymbol {v}}_{2}}
Av detta fås att
{\displaystyle \lambda _{2}{\boldsymbol {v}}_{1}^{*}{\boldsymbol {v}}_{2}=\lambda _{1}{\boldsymbol {v}}_{1}^{*}{\boldsymbol {v}}_{2}\Leftrightarrow }
{\displaystyle \lambda _{2}{\boldsymbol {v}}_{1}^{*}{\boldsymbol {v}}_{2}-\lambda _{1}{\boldsymbol {v}}_{1}^{*}{\boldsymbol {v}}_{2}=0\Leftrightarrow }
{\displaystyle (\lambda _{2}-\lambda _{1}){\boldsymbol {v}}_{1}^{*}{\boldsymbol {v}}_{2}=0\Leftrightarrow }
{\displaystyle {\boldsymbol {v}}_{1}^{*}{\boldsymbol {v}}_{2}=0}
Eftersom {\displaystyle \lambda _{2}\neq \lambda _{1}}.
VSB.
Notera att egenvektorerna hos en symmetrisk matris också är ortogonala mot varandra. 
Bevis (2)
Se spektralsatsen.